# Eugenia mucronata
Eugenia mucronata är en myrtenväxtart som beskrevs av Otto Karl Berg. Eugenia mucronata ingår i släktet Eugenia och familjen myrtenväxter. Inga underarter finns listade i Catalogue of Life.